# لورنتسو بالدوچی
لورنتسو بالدوچی (ایتالیایی: Lorenzo Balducci؛ زادهٔ ۴ سپتامبر ۱۹۸۲) هنرپیشه اهل ایتالیا است.
از فیلم‌ها یا برنامه‌های تلویزیونی که وی در آن نقش داشته‌است می‌توان به شاهدان، خورشید سیاه، من، دن جووانی، مارشال روکا، پدر ماتئو، مدیچی و افسون‌شده اشاره کرد.